# Вінчендон (Массачусетс)
Вінчендон (англ. Winchendon) — місто (англ. town) в США, в окрузі Вустер штату Массачусетс. Населення — 10 364 особи (2020).

## Демографія
Згідно з переписом 2010 року, у місті мешкало 10 300 осіб у 3810 домогосподарствах у складі 2639 родин. Було 4199 помешкань
Расовий склад населення:
| - 93,9 % — білих - 1,8 % — азіатів - 1,5 % — чорних або афроамериканців - 0,2 % — корінних американців |

До двох чи більше рас належало 1,7 %. Частка іспаномовних становила 3,4 % від усіх жителів.
За віковим діапазоном населення розподілялося таким чином: 24,8 % — особи молодші 18 років, 63,5 % — особи у віці 18—64 років, 11,7 % — особи у віці 65 років та старші. Медіана віку мешканця становила 38,7 року. На 100 осіб жіночої статі у місті припадало 100,7 чоловіків;  на 100 жінок у віці від 18 років та старших — 99,1 чоловіків також старших 18 років.
Середній дохід на одне домашнє господарство  становив 78 168 доларів США (медіана — 64 539), а середній дохід на одну сім'ю — 91 314 долари (медіана — 83 238). Медіана доходів становила 53 424 долари для чоловіків та 40 488 доларів для жінок. За межею бідності перебувало 11,2 % осіб, у тому числі 19,3 % дітей у віці до 18 років та 3,5 % осіб у віці 65 років та старших.
Цивільне працевлаштоване населення становило 5544 особи. Основні галузі зайнятості: освіта, охорона здоров'я та соціальна допомога — 28,7 %, виробництво — 17,1 %, роздрібна торгівля — 11,3 %, науковці, спеціалісти, менеджери — 7,7 %.